# Phare de Skongenes
Le phare de Skongenes (en norvégien : Skongenes fyr)  est un phare côtier de la commune de Vågsøy, dans le comté de Vestland (Norvège). Il est géré par l'administration côtière norvégienne (en norvégien : Kystverket).

## Histoire
Le phare se trouve sur la pointe nord de l'île de Vågsøy, dans l'embouchure du Nordfjord. Le phare a été mis en service en 1870 et automatisé en 1985. La maison du gardien est disponible pour l'hébergement, mais la tour est fermée au public.

## Description
Le phare  est une tour carrée en bois de 11 mètres de haut, avec une galerie et lanterne. Le bâtiment de gardien est peint en blanc et la lanterne est rouge. Son Feu à occultations émet, à une hauteur focale de 16 mètres, deux groupes d'éclats (blanc, rouge et vert selon différents secteurs) toutes les 8 secondes. Sa portée nominale est de 12.8 milles nautiques (environ 24 km) pour le feu blanc, 10 pour le feu rouge et 9 pour le feu vert.
Identifiant : ARLHS : NOR-209 ; NF-2900 - Amirauté : L0508 - NGA : 5552 .

### Lien connexe
- Liste des phares de Norvège